# Ceratocorys allenii
Ceratocorys allenii is een soort in de taxonomische indeling van de Myzozoa, een stam van microscopische parasitaire dieren. Het organisme komt uit het geslacht Ceratocorys en behoort tot de familie Ceratocoryaceae. Ceratocorys allenii werd in 1931 ontdekt door Paulsen.